# 中华人民共和国中央人民政府 (1949年—1954年)
中华人民共和国中央人民政府是1949年10月1日中华人民共和国成立至1954年9月20日第一届全国人民代表大会第一次会议通过《中华人民共和国宪法》并于9月27日后选举产生新政府之间时期的中央政府。

## 沿革

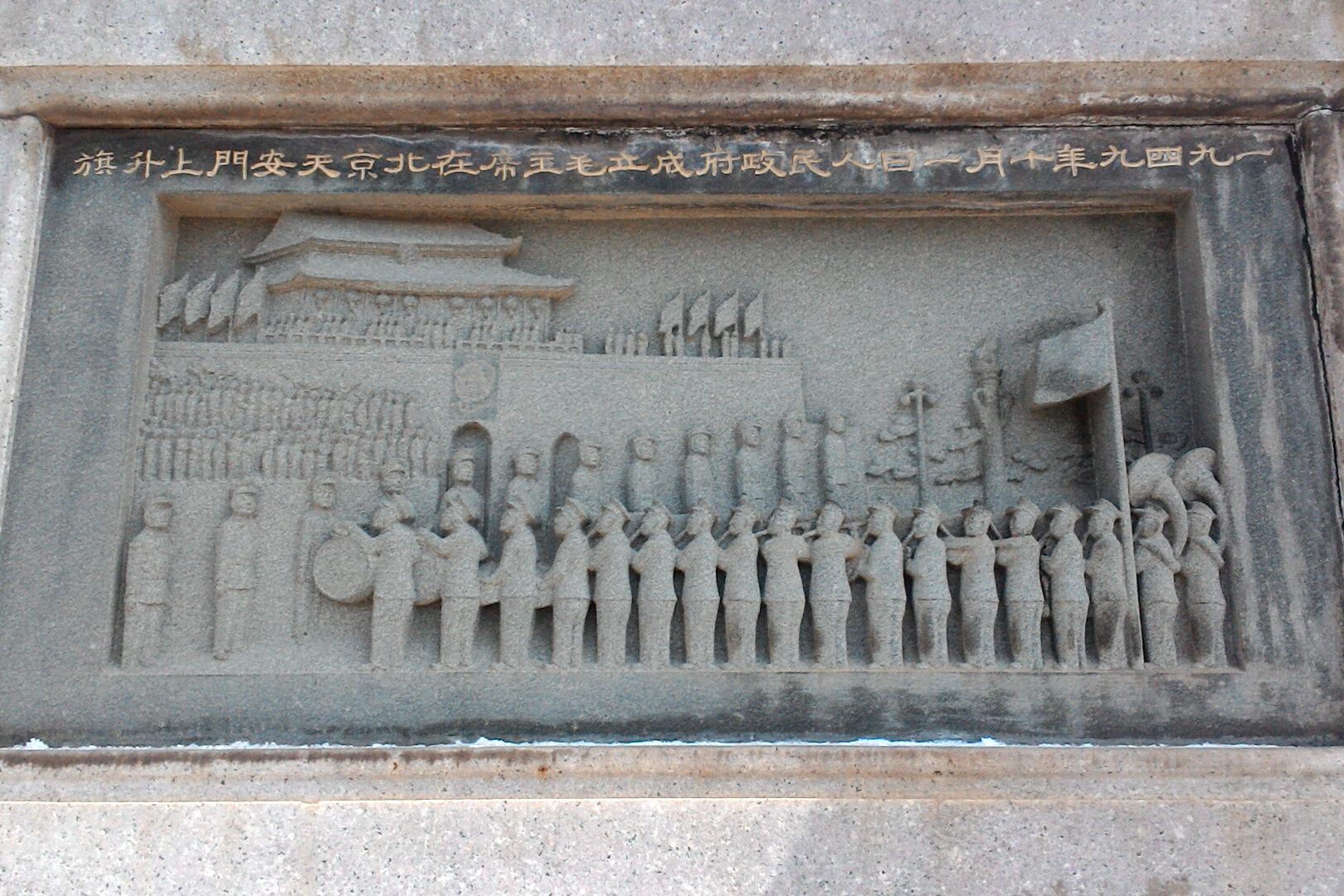
集美解放紀念碑「一九四九年十月一日人民政府成立毛主席在北京天安門上升旗」浮雕。

1949年9月27日，中国人民政治协商会议第一届全体会议通过《中央人民政府组织法》。9月30日，选举产生中央人民政府委员会，并选出中央人民政府主席、副主席。10月1日，中央人民政府委员会在中南海勤政殿举行第一次会议宣布“中央人民政府”正式履新，中央人民政府主席、副主席和委员宣布就职。
1954年9月20日，中华人民共和国第一届全国人民代表大会第一次会议通过《中华人民共和国宪法》，中央人民政府结束，其法定职权分由全国人大及其常委会、国家主席、国务院、国防委员会、最高人民法院、最高人民检察院承担。

## 组织结构
根据《中央人民政府组织法》，中华人民共和国中央人民政府由中央人民政府委员会及以下机构组成，各机构的名称均冠以“中央人民政府”六个字：
- 中央人民政府委员会
  - 政务院
  - 最高人民法院
  - 最高人民检察署
  - 人民革命军事委员会
  - 国家计划委员会（1952年增设）
  - 各大区行政委员会（1952年增设）：
    - 东北行政委员会
    - 华北行政委员会
    - 西北行政委员会
    - 西南行政委员会
    - 华东行政委员会
    - 中南行政委员会